# Antonio Luis Cárdenas
Antonio Luis Cárdenas Colménter (Escuque, Trujillo, Venezuela, 25 de abril de 1930 - Mérida, Venezuela - 10 de mayo de 2017) fue un profesor venezolano que ocupó el cargo de Ministro de Educación desde 1994, durante el gobierno de transición de Ramón José Velásquez con el cargo ratificado durante el segundo gobierno de Rafael Caldera (1994 - 1999). Además, fue el primer rector de la Universidad Pedagógica Experimental Libertador, durante los años 1983 y 1988.

## Biografía
Inició su carrera docente en el año 1946 como maestro de Educación Primaria. Fue profesor de Geografía de la Universidad Central de Venezuela en el año 1956. A partir de 1958, fungió como profesor titular de la Universidad de los Andes donde, también, fue el Decano fundador de la Facultad de Ciencias y estableció el Instituto de Geografía (que desde el año 2012 lleva su nombre). Además de ser el Primer Vicerrector-Decano del Núcleo Universitario "Rafael Rangel" de la Universidad de Los Andes en Trujillo, Institución que aún le recuerda, en el año 2018 la sede de Investigación y postgrado del mencionado Núcleo fue nombrada "Casa Carmoma Antonio Luis Cárdenas" en honor a su trayectoria. fue Por otro lado, creó el Programa de Escuelas Integrales en el estado Mérida.

## Trayectoria
Ocupó importantes cargos en el ámbito gubernamental. En el año 1979 se desempeñó como Director de la Oficina de Planificación del Sector Universitario (OPSU) y fue nombrado Ministro de Educación en el lapso 1994-1998. En el año 2015, recibió el título de doctor honoris causa en Geografía por parte de las autoridades de la Universidad de los Andes, donde se desempeñó en años anteriores.